# نوک (گرینلند)
نوک (به گرینلندی: Nuuk) () یا گودت‌هاب (به دانمارکی: Godthåb) پایتخت و بزرگ‌ترین شهر گرینلند و مرکز استان سرمرسوق است. این شهر بزرگ‌ترین مرکز فرهنگی و اقتصادی گرینلند است و حدود یک سوم جمعیت کشور در آن ساکن می‌باشند. جمعیت نوک در سال ۲۰۲۰ برابر با ۱۸٬۳۲۶ نفر بود. نوک از نظر موقعیت، شمالی‌ترین پایتخت جهان و یکی از کوچک‌ترین آن‌هاست. این شهر در ناحیه توندرا واقع شده و دارای زمستان‌هایی سرد، طولانی و برفی و تابستان‌هایی کوتاه و خنک است.

## نام
شهر در در سال ۱۷۲۸ «Godthåb» نامیده شد که در زبان دانمارکی به معنی «امید نیک» بود. نام شهر رسماً در سال ۱۹۷۹ به نوک تغییر یافت هرچند نام پیشین هنوز در دانمارک کاربرد دارد. نوک در زبان گرینلندی به معنای دماغه است که به خاطر موقعیت شهر به آن گفته می‌شود.

## پیشینه
مردمان اسکیموی دیرین از ۲۰۰۰ سال پیش از میلاد در جایگاه کنونی شهر نوک سکونت داشتند. این مردم بخشی بودند از تمدن معروف به تمدن سَقّاق. وایکینگ‌ها در سدهٔ دهم میلادی به اکتشاف این محل پرداختند و کمی پس از آن‌ها مردم اسکیموی اینویت به این محل آمدند.
اسکیموها و مردم وایکینگ نورس، بدون این‌که تعامل چندانی با هم داشته باشند از ۱۰۰۰ تا ۱۵۰۰ میلادی در این محل زندگی کردند ولی پس از این تاریخ قوم نورس از این محل و دیگر محل‌های گرینلند رخت بربستند بدون این‌که دلیل آن آشکار باشد. تاریخ‌دانان دگرگونی آب‌وهوا و شدت گرفتن سرما را دلیل این ناپدید شدن قوم نورس از گرینلند گمان برده‌اند.

## آب و هوا
نوک در ناحیه توندرا واقع شده و دارای آب و هوایی بسیار سرد است. دمای ماهانه شهر به‌طور میانگین از ۷٫۵− تا ۸ درجه سانتی‌گراد در نوسان است. سردترین دمای ثبت شده در نوک ۳۲٫۵− و گرم‌ترین آن نیز ۲۶٫۳ درجه سانتی‌گراد بوده‌است. ۱ دی، کوتاه‌ترین روز و درازترین شب سال در نوک است که خورشید در ساعت ۱۰:۳۰ صبح طلوع و در ساعت ۲:۲۰ بعد از ظهر غروب می‌کند. ۱ تیرماه درازترین روز و کوتاه‌ترین شب سال در نوک است که خورشید در ۲:۵۴ بامداد طلوع و در ۱۲:۰۴ بامداد فردا غروب می‌کند که این پدیده به خورشید نیمه‌شب معروف است.
| داده‌های اقلیم نوک (۱۹۸۱–۲۰۱۰)                                                                                  | داده‌های اقلیم نوک (۱۹۸۱–۲۰۱۰) | داده‌های اقلیم نوک (۱۹۸۱–۲۰۱۰) | داده‌های اقلیم نوک (۱۹۸۱–۲۰۱۰) | داده‌های اقلیم نوک (۱۹۸۱–۲۰۱۰) | داده‌های اقلیم نوک (۱۹۸۱–۲۰۱۰) | داده‌های اقلیم نوک (۱۹۸۱–۲۰۱۰) | داده‌های اقلیم نوک (۱۹۸۱–۲۰۱۰) | داده‌های اقلیم نوک (۱۹۸۱–۲۰۱۰) | داده‌های اقلیم نوک (۱۹۸۱–۲۰۱۰) | داده‌های اقلیم نوک (۱۹۸۱–۲۰۱۰) | داده‌های اقلیم نوک (۱۹۸۱–۲۰۱۰) | داده‌های اقلیم نوک (۱۹۸۱–۲۰۱۰) | داده‌های اقلیم نوک (۱۹۸۱–۲۰۱۰) |
| ماه | ژانویه                        | فوریه                         | مارس                          | آوریل                         | مه                            | ژوئن                          | ژوئیه                         | اوت                           | سپتامبر                       | اکتبر                         | نوامبر                        | دسامبر                        | سال                           |
| --- | ----------------------------- | ----------------------------- | ----------------------------- | ----------------------------- | ----------------------------- | ----------------------------- | ----------------------------- | ----------------------------- | ----------------------------- | ----------------------------- | ----------------------------- | ----------------------------- | ----------------------------- |
| سابقهٔ بیش‌ترین °C (°F)                                                                                          | ۱۳٫۵ (۵۶)                     | ۱۳٫۰ (۵۵)                     | ۱۳٫۲ (۵۶)                     | ۱۴٫۶ (۵۸)                     | ۱۸٫۳ (۶۵)                     | ۲۳٫۸ (۷۵)                     | ۲۶٫۳ (۷۹)                     | ۲۵٫۱ (۷۷)                     | ۲۳٫۸ (۷۵)                     | ۱۹٫۹ (۶۸)                     | ۱۵٫۸ (۶۰)                     | ۱۳٫۲ (۵۶)                     | ۲۶٫۳ (۷۹)                     |
| میانگین بیش‌ترین °C (°F)                                                                                        | −۵٫۶ (۲۲)                     | −۶٫۳ (۲۱)                     | −۶٫۸ (۲۰)                     | −۱٫۴ (۲۹)                     | ۳٫۴ (۳۸)                      | ۷٫۷ (۴۶)                      | ۱۰٫۲ (۵۰)                     | ۱۰٫۴ (۵۱)                     | ۶٫۳ (۴۳)                      | ۱٫۸ (۳۵)                      | −۱٫۱ (۳۰)                     | −۳٫۴ (۲۶)                     | ۱٫۳ (۳۴)                      |
| میانگین روزانه °C (°F)                                                                                         | −۸٫۲ (۱۷)                     | −۹٫۱ (۱۶)                     | −۹٫۲ (۱۵)                     | −۳٫۶ (۲۶)                     | ۰٫۸ (۳۳)                      | ۴٫۴ (۴۰)                      | ۶٫۸ (۴۴)                      | ۷٫۳ (۴۵)                      | ۳٫۷ (۳۹)                      | −۰٫۳ (۳۱)                     | −۳٫۴ (۲۶)                     | −۵٫۸ (۲۲)                     | −۱٫۴ (۲۹)                     |
| میانگین کم‌ترین °C (°F)                                                                                         | −۱۰٫۴ (۱۳)                    | −۱۱٫۵ (۱۱)                    | −۱۱٫۴ (۱۱)                    | −۵٫۷ (۲۲)                     | −۲٫۵ (۲۸)                     | ۱٫۷ (۳۵)                      | ۳٫۸ (۳۹)                      | ۴٫۰ (۳۹)                      | ۲٫۸ (۳۷)                      | −۲٫۱ (۲۸)                     | −۵٫۴ (۲۲)                     | −۸ (۱۸)                       | −۳٫۷ (۲۵)                     |
| سابقهٔ کم‌ترین °C (°F)                                                                                           | −۳۲٫۵ (−۲۶)                   | −۲۹٫۶ (−۲۱)                   | −۲۷٫۵ (−۱۷)                   | −۳۰٫۰ (−۲۲)                   | −۱۹٫۰ (−۲)                    | −۱۰٫۳ (۱۳)                    | −۶٫۶ (۲۰)                     | −۴٫۷ (۲۴)                     | −۸٫۲ (۱۷)                     | −۱۶٫۶ (۲)                     | −۲۴٫۴ (−۱۲)                   | −۲۵٫۲ (−۱۳)                   | −۳۲٫۵ (−۲۶)                   |
| بارندگی میلی‌متر (اینچ)                                                                                         | ۵۴٫۷ (۲٫۱۵)                   | ۵۱٫۱ (۲٫۰۱)                   | ۴۹٫۱ (۱٫۹۳)                   | ۴۵٫۶ (۱٫۸)                    | ۵۶٫۵ (۲٫۲۲)                   | ۶۰٫۶ (۲٫۳۹)                   | ۸۱٫۳ (۳٫۲)                    | ۸۹٫۱ (۳٫۵۱)                   | ۹۰٫۲ (۳٫۵۵)                   | ۶۶٫۵ (۲٫۶۲)                   | ۷۵٫۲ (۲٫۹۶)                   | ۶۲٫۰ (۲٫۴۴)                   | ۷۸۱٫۶ (۳۰٫۷۷)                 |
| میانگین روزهای بارندگی (≥ ۰.۱ mm)                                                                              | ۱۳٫۸                          | ۱۲٫۷                          | ۱۵٫۱                          | ۱۳٫۲                          | ۱۳٫۰                          | ۱۰٫۵                          | ۱۲٫۵                          | ۱۲٫۵                          | ۱۴٫۱                          | ۱۳٫۵                          | ۱۴٫۳                          | ۱۴٫۴                          | ۱۵۹٫۶                         |
| میانگین روزهای برفی                                                                                            | ۱۳٫۶                          | ۱۲٫۱                          | ۱۴٫۵                          | ۱۱٫۴                          | ۹٫۴                           | ۲٫۸                           | ۰٫۱                           | ۰٫۲                           | ۴٫۳                           | ۹٫۸                           | ۱۲٫۷                          | ۱۳٫۸                          | ۱۰۴٫۷                         |
| درصد رطوبت | ۷۸                            | ۷۹                            | ۸۱                            | ۸۱                            | ۸۴                            | ۸۴                            | ۸۷                            | ۸۷                            | ۸۳                            | ۷۸                            | ۷۶                            | ۷۷                            | ۸۱                            |
| میانگین روزانه ساعت‌های تابش آفتاب                                                                              | ۱۵٫۵                          | ۶۵٫۰                          | ۱۴۸٫۸                         | ۱۸۰٫۰                         | ۱۸۹٫۱                         | ۲۰۴٫۰                         | ۱۹۵٫۳                         | ۱۶۴٫۳                         | ۱۴۱٫۰                         | ۸۰٫۶                          | ۳۰٫۰                          | ۶٫۲                           | ۱٬۴۱۹٫۸                       |
| میانگین روزانه ساعت‌های تابش آفتاب                                                                              | ۰٫۵                           | ۲٫۳                           | ۴٫۸                           | ۶٫۰                           | ۶٫۱                           | ۶٫۸                           | ۶٫۳                           | ۵٫۳                           | ۴٫۷                           | ۲٫۶                           | ۱٫۰                           | ۰٫۲                           | ۳٫۹                           |
| منبع شماره ۱: Danish Meteorological Institute                                                                  |                               |                               |                               |                               |                               |                               |                               |                               |                               |                               |                               |                               |                               |
| منبع شماره ۲: Meteo Climat (record highs and lows), Deutscher Wetterdienst (humidity 1961–1990, sun 1980–1990) |                               |                               |                               |                               |                               |                               |                               |                               |                               |                               |                               |                               |                               |

## جمعیت
در سال ۲۰۲۰، جمعیت نوک برابر با ۱۸٬۳۲۶ تن بود. نوک بزرگ‌ترین شهر گرینلند است. جمعیت شهر نسبت به سال ۱۹۷۷ دو برابر، در مقایسه با ۱۹۹۰ یک سوم بیشتر و نسبت به سال ۲۰۰۰ تقریباً ۲۱٪ به آن افزوده شده‌است. به دلیل فرصت‌های شغلی مناسب با درآمد بالا، اخیراً دانمارکی‌های زیادی شروع به مهاجرت به این شهر کرده‌اند به طوری که بزرگ‌ترین جامعه دانمارکی‌های گرینلند در این شهر واقع شده‌است.

## جاذبه‌ها

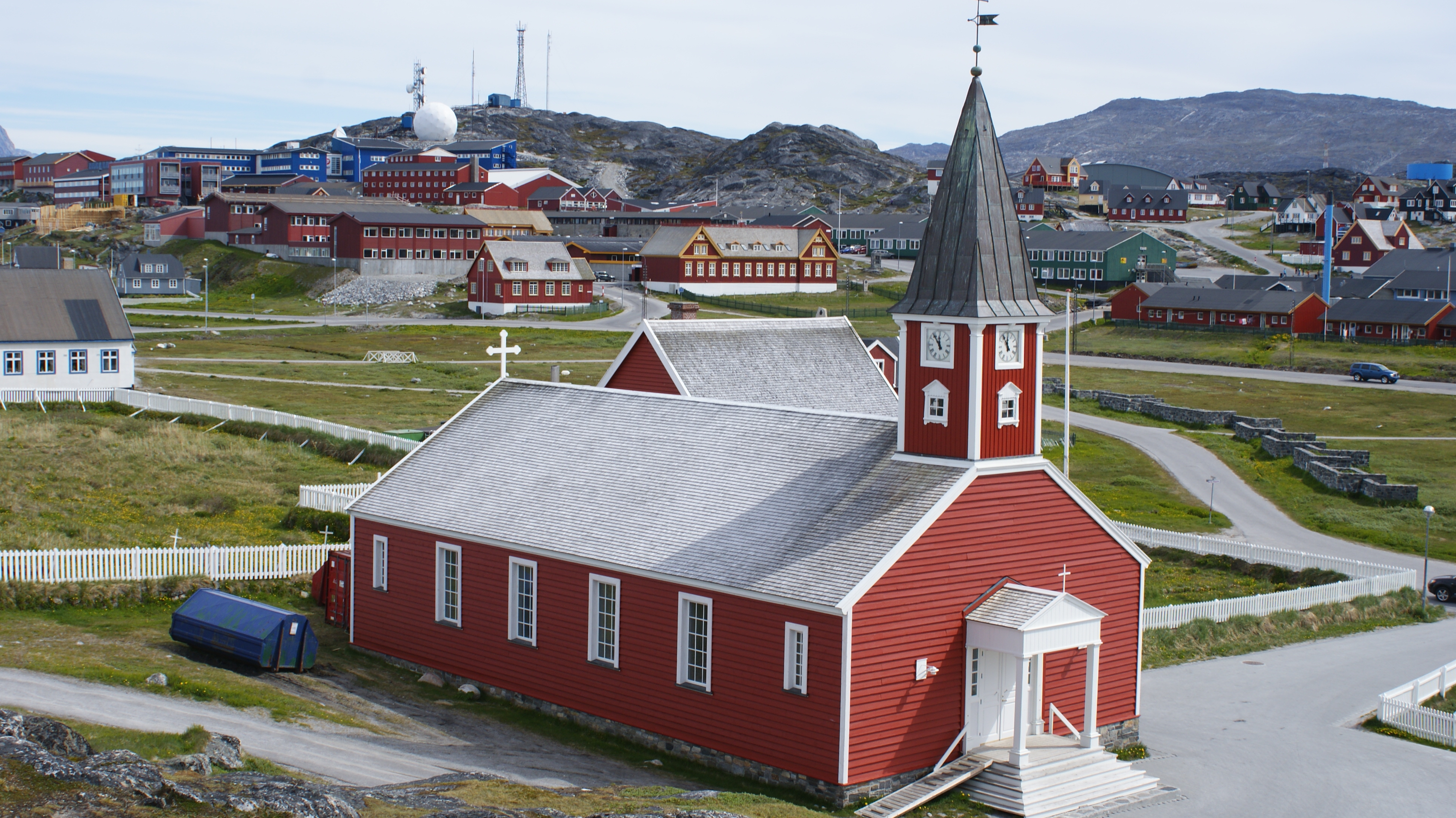
کلیسای جامع نوک

- موزه ملی گرینلند نخستین موزهٔ گرینلند است که در اواسط سال ۱۹۶۰ میلادی گشایش یافته‌است. این موزه دارای آثار باستانی، تاریخی، هنری، صنایع دستی و همچنین اطلاعاتی مربوط به ویرانه‌ها، گورستان‌ها، ساختمان‌ها و غیره می‌باشد.[۶]
- کلیسای جامع نوک که در سال ۱۸۴۹ تأسیس شده‌است. ساختمان قرمز کلیسا با برج ناقوسش یک مکان برجسته در شهر است.
- خانه هانس اگدا که در سال ۱۷۲۱ توسط مبلغ نروژی هانس اگدا ساخته شده‌است و قدیمی‌ترین ساختمان گرینلند به‌شمار می‌رود. این ساختمان اکنون در نزدیکی بندرگاه در میان سایر خانه‌های قدیمی قرار دارد و از آن برای امور دولتی استفاده می‌شود.[۷][۸]
- موزه هنر نوک که شامل مجموعه ای برجسته از نقاشی‌ها، آبرنگ‌ها، نقاشی‌ها، گرافیک‌ها و ارقام سنگ صابون، عاج و چوب است. این موزه در سال ۲۰۰۵ تأسیس شده‌است.[۹]

## آموزش

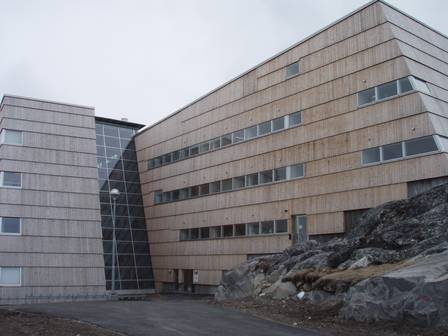
دانشگاه گرینلند

دانشگاه گرینلند، تنها دانشگاه گرینلند در این شهر واقع شده‌است که در سال ۱۹۸۷ تأسیس شده‌است. این دانشگاه دارای ۴ مؤسسهٔ آموزش، پرستاری و علم بهداشت، علوم اجتماعی، اقتصاد و روزنامه‌نگاری و همچنین فرهنگ، زبان و تاریخ است.

## بهداشت و درمان
بیمارستان ملکه اینگرید با ۱۸۵ تخت خواب در این شهر واقع شده‌است و بیمارستان مرکزی گرینلند به‌شمار می‌رود.

## ترابری

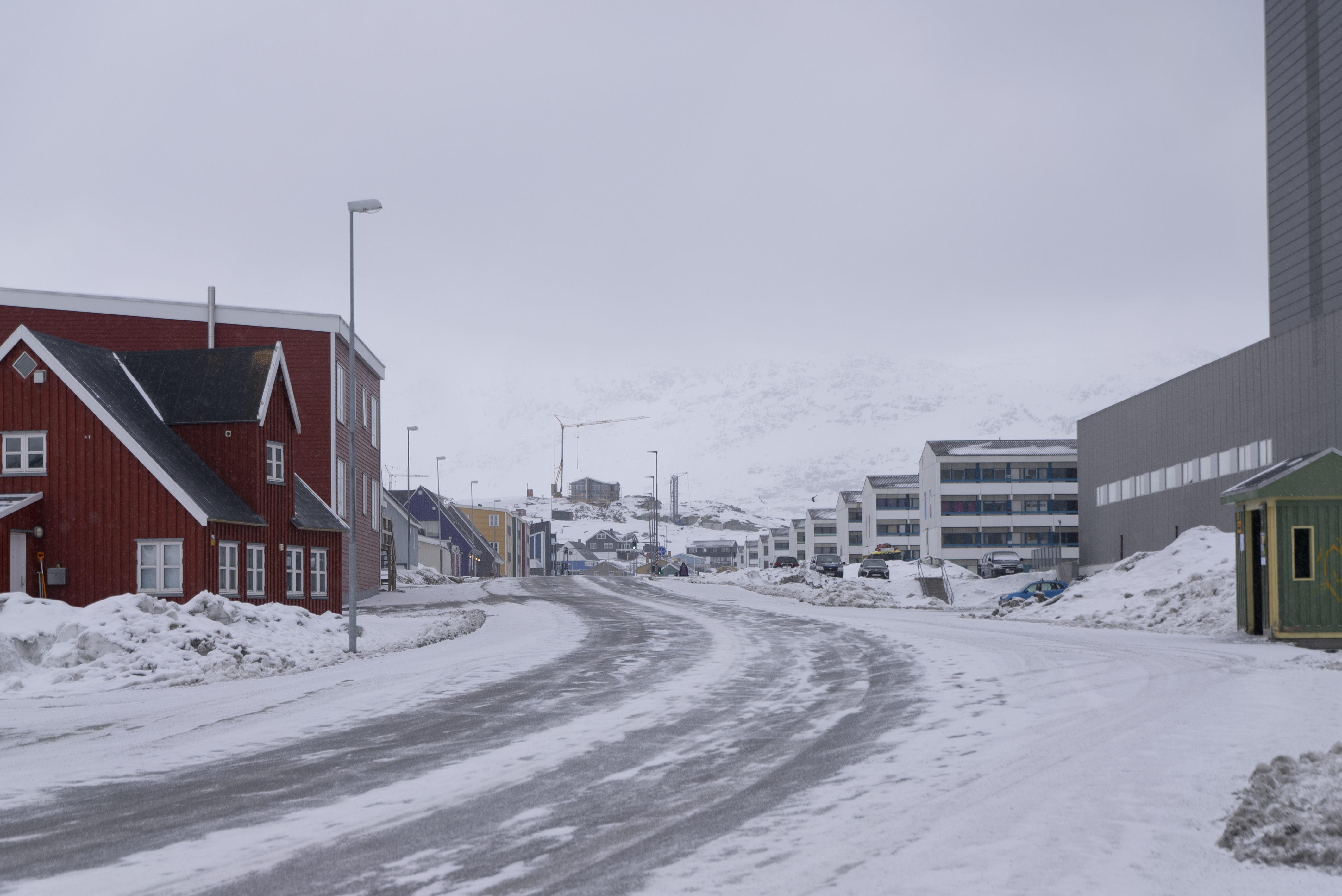
منطقه شهری نوک

### فرودگاه
فرودگاه نوک در ۴ کیلومتری شمال شرق مرکز شرق واقع شده‌است. این فرودگاه قطب ایر گرینلند است و دارای پروازهایی به سایر شهرهای گرینلند و ایسلند است. تصمیماتی برای گسترش باند فرودگاه برای اجازه پرواز به مقاصد اروپایی مانند دانمارک اتخاذ شده‌است.

### دریا
در نتیجه هزینه بالای ارسال کالا از طریق پرواز به گرینلند، نوک و سایر شهرهای گرینلند در طی ماه‌های گرم بعد از آب شدن یخ زمستان توسط کشتی‌های باری که به‌طور عمده از شهر آلبورگ حرکت می‌کنند به سرزمین اصلی دانمارک متصل می‌شوند. این کشتی‌ها لباس، آرد، دارو، چوب و ماشین‌آلات را به نوک می‌آورند و با بار میگو و ماهی‌های یخ‌زده بازمی‌گردند. خط کشتیرانی اومیاق شمالگان در بیشتر ایام سال، دو بار در هفته بین نوک و سایر شهرهای ساحل غربی گرینلند برقرار است.

## نگارخانه

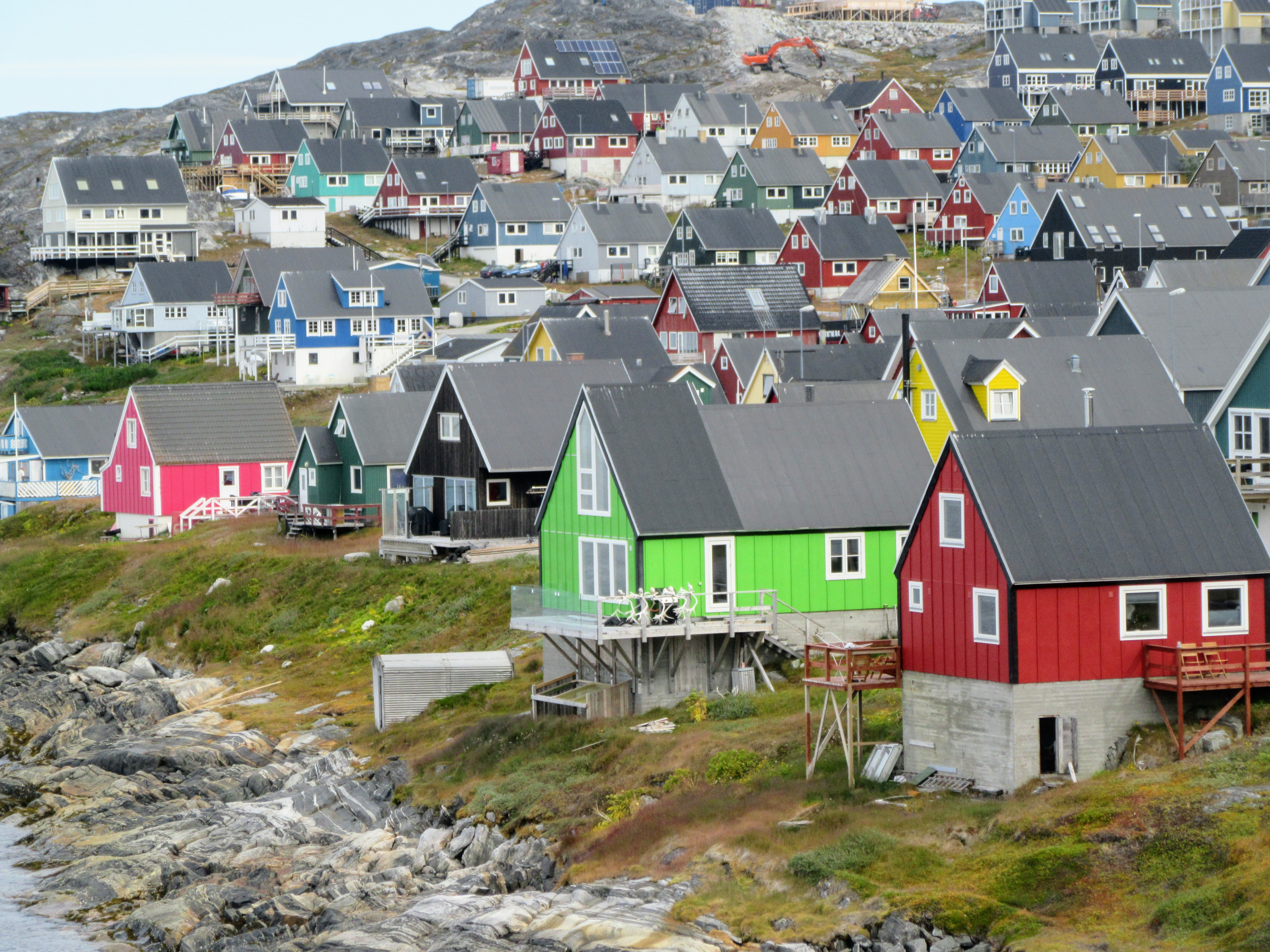
خانه‌های شهر
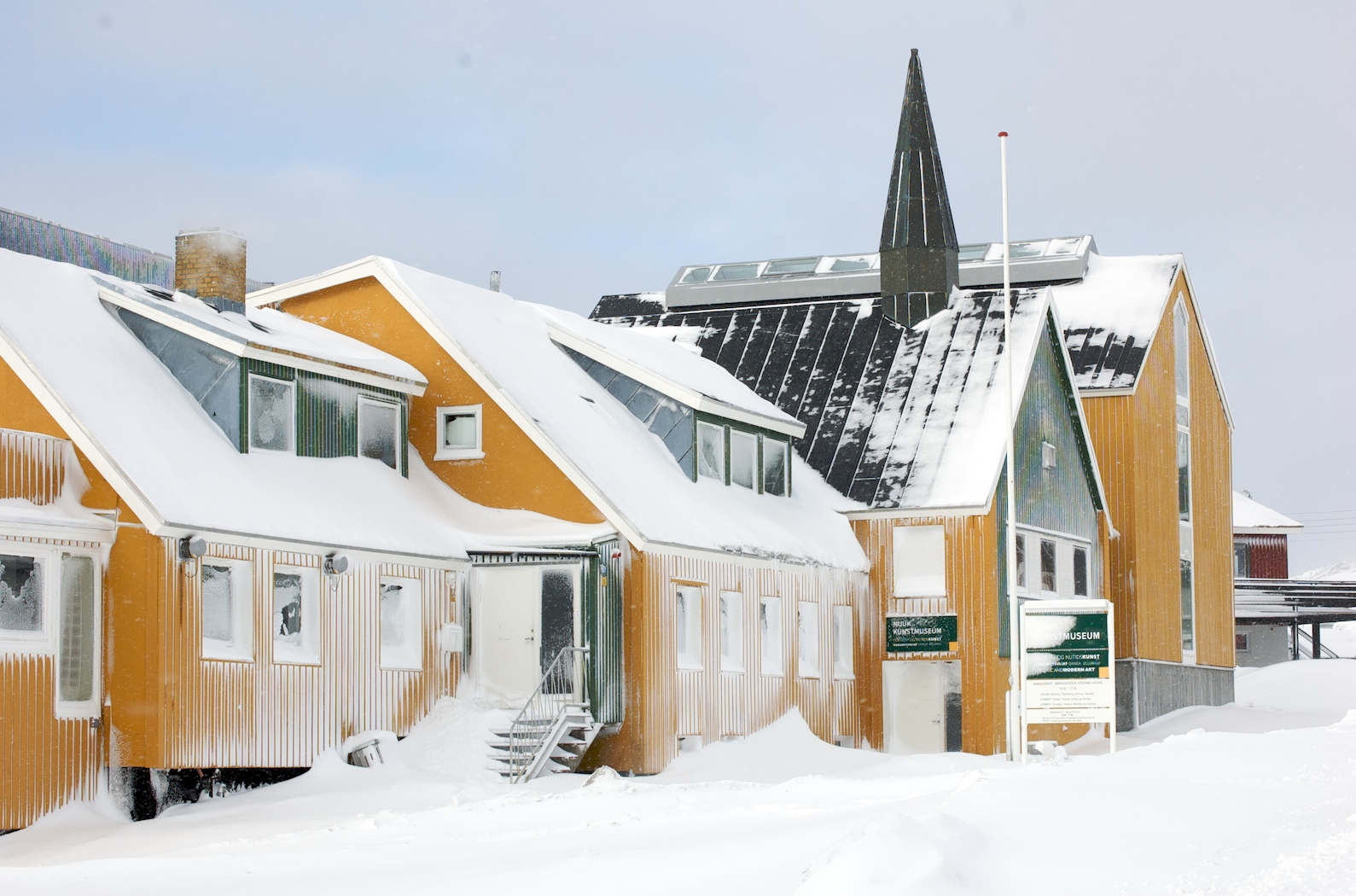
موزه هنر نوک
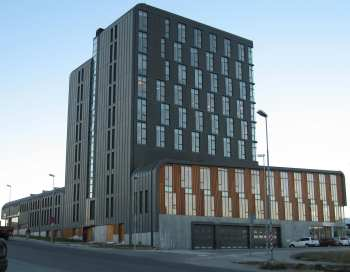
برج ارتباطات نوک
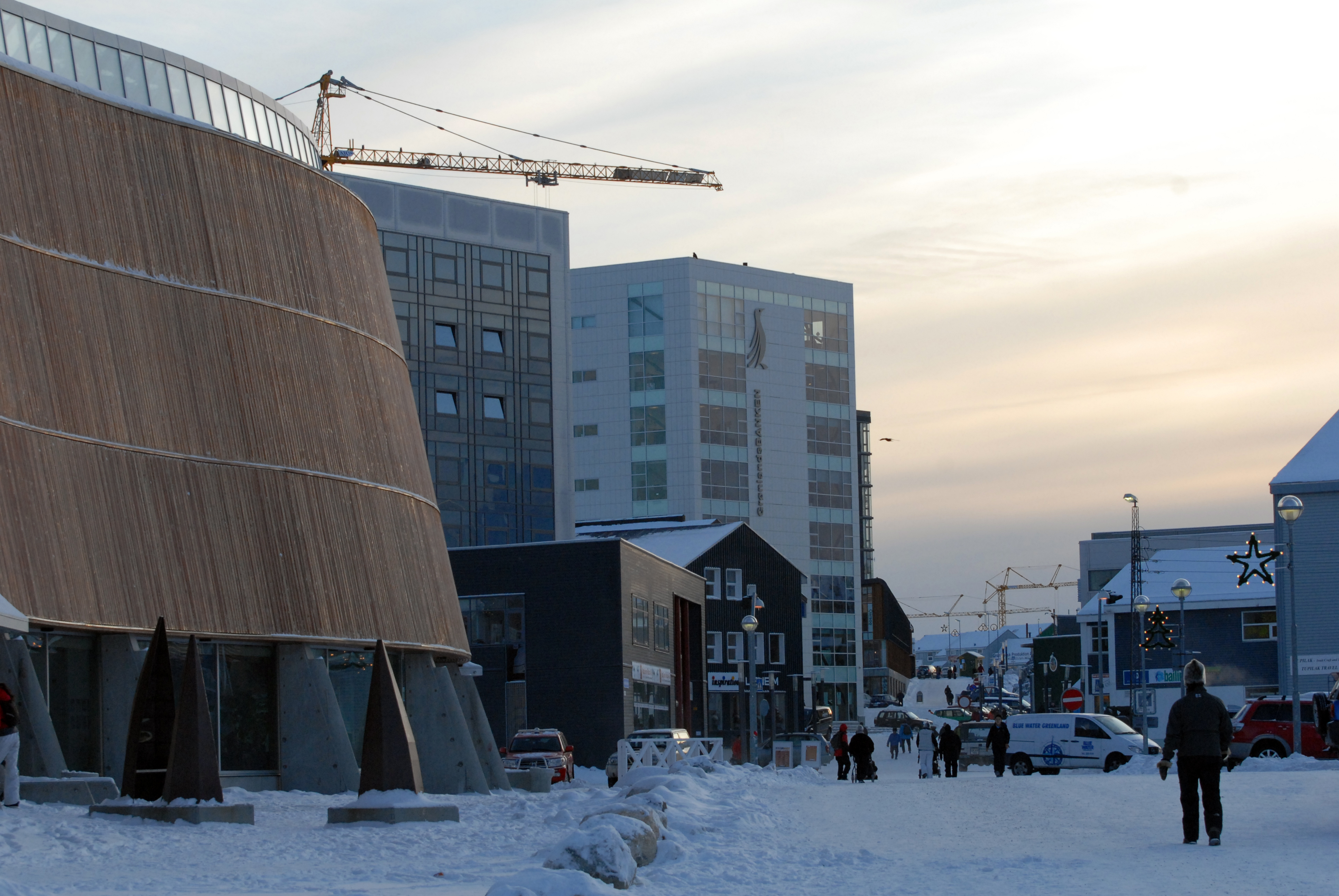
مرکز شهر
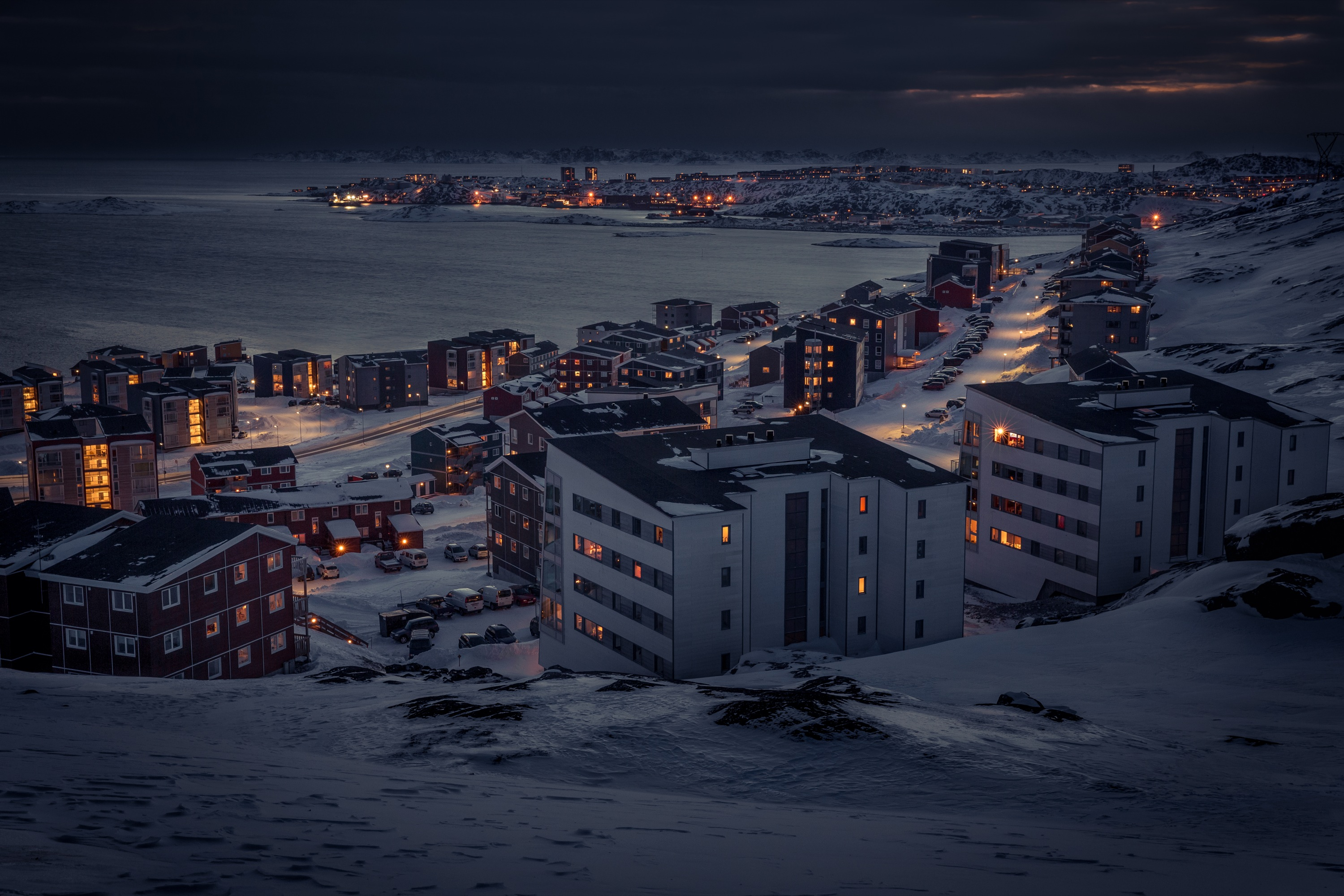
شهر در شب
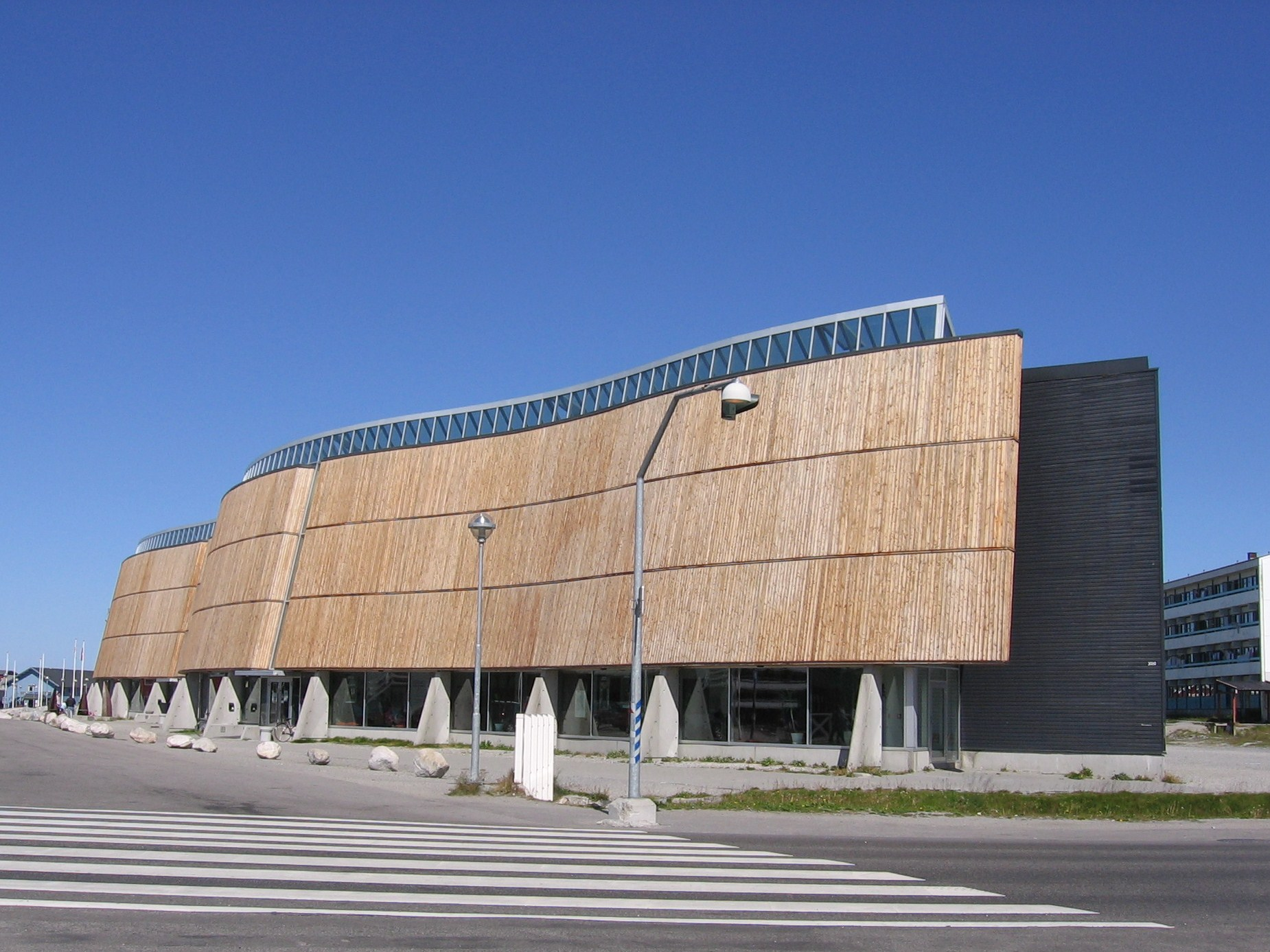
مرکز فرهنگی کوتواق
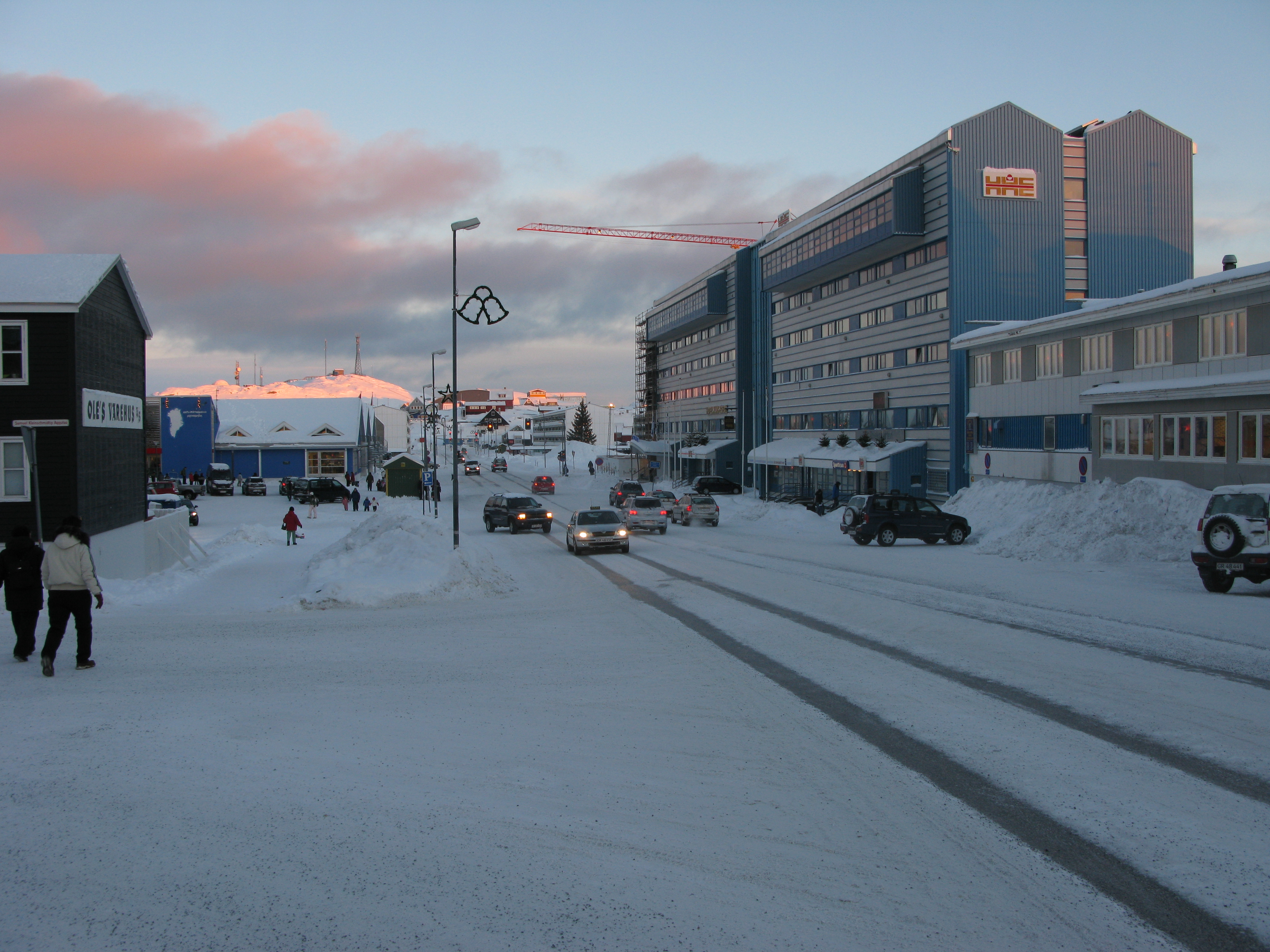
خیابان اصلی نوک
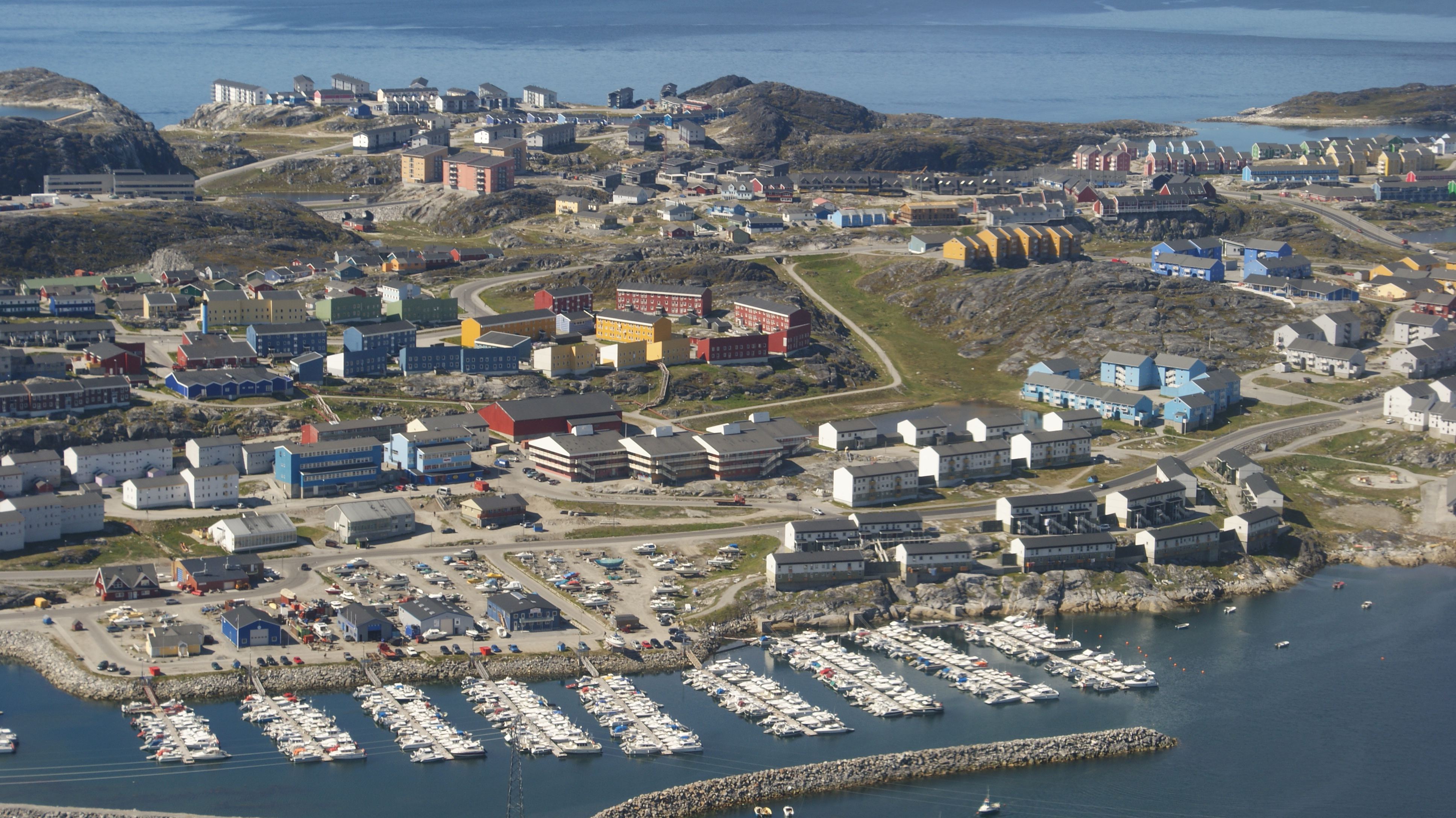
نمایی از شهر